# Републикански път III-357
Републикански път IIІ-357 е третокласен път, част от републиканската пътна мрежа на България, преминаващ изцяло по територията на област Ловеч. Дължината му е 18,3 км.
Пътят се отклонява наляво при 78,6 км на Републикански път II-35 в центъра на град Троян и се насочва на изток. Пресича река Бели Осъм и завива на север покрай десния бряг на реката. При устието на река Черни Осъм, в североизточната, промишлена част на града, завива отново на изток, преминава през квартал „Ливадето“ и достига северозападната част на село Орешак. Минава през северната част на селото, изкачва се на вододела между реките Осъм и Видима и се спуска в долината на последната, където се свързва с Републикански път III-3505 при неговия 25,8-и км.
| Пътища, отклоняващи се надясно (населено място, № на пътя, посока на пътя) | Км   | Пътища, отклоняващи се наляво (посока на пътя, № на пътя, населено място) |
| -------------------------------------------------------------------------- | ---- | ------------------------------------------------------------------------- |
| Община Троян, II-35, 78,6 км, гр. Троян ←                                  | 0,0  | ← гр. Троян, 78,6 км, II-35, Община Троян                                 |
| (за с. Черни Осъм) общински път, с. Орешак ←                               | 8,4  | с. Орешак                                                                 |
|                                                                            | 10,3 | → общински път (за с. Патрешко)                                           |
| Община Априлци, (от гр. Калофер) III-607, 67,7 км →                        | 12,8 | Община Априлци                                                            |
| Община Троян                                                               | 14,5 | Община Троян                                                              |
| (до с. Велчево) III-3505, 25,8 км ←                                        | 18,3 | ← 25,8 км, III-3505 (от 51,7 км на II-35)                                 |